# Меј Крик (Вашингтон)
Меј Крик (енгл. May Creek) насељено је место без административног статуса у америчкој савезној држави Вашингтон.

## Демографија
По попису из 2010. године број становника је 818, што је 186 (-18,5%) становника мање него 2000. године.
| Група             | 2000.       | 2010.       |
| Белци             | 941 (93,7%) | 730 (89,2%) |
| Афроамериканци    | 0 (0,0%)    | 4 (0,5%)    |
| Азијати           | 5 (0,5%)    | 2 (0,2%)    |
| Хиспаноамериканци | 35 (3,5%)   | 49 (6,0%)   |
| Укупно            | 1.004       | 818         |